# Stuntman

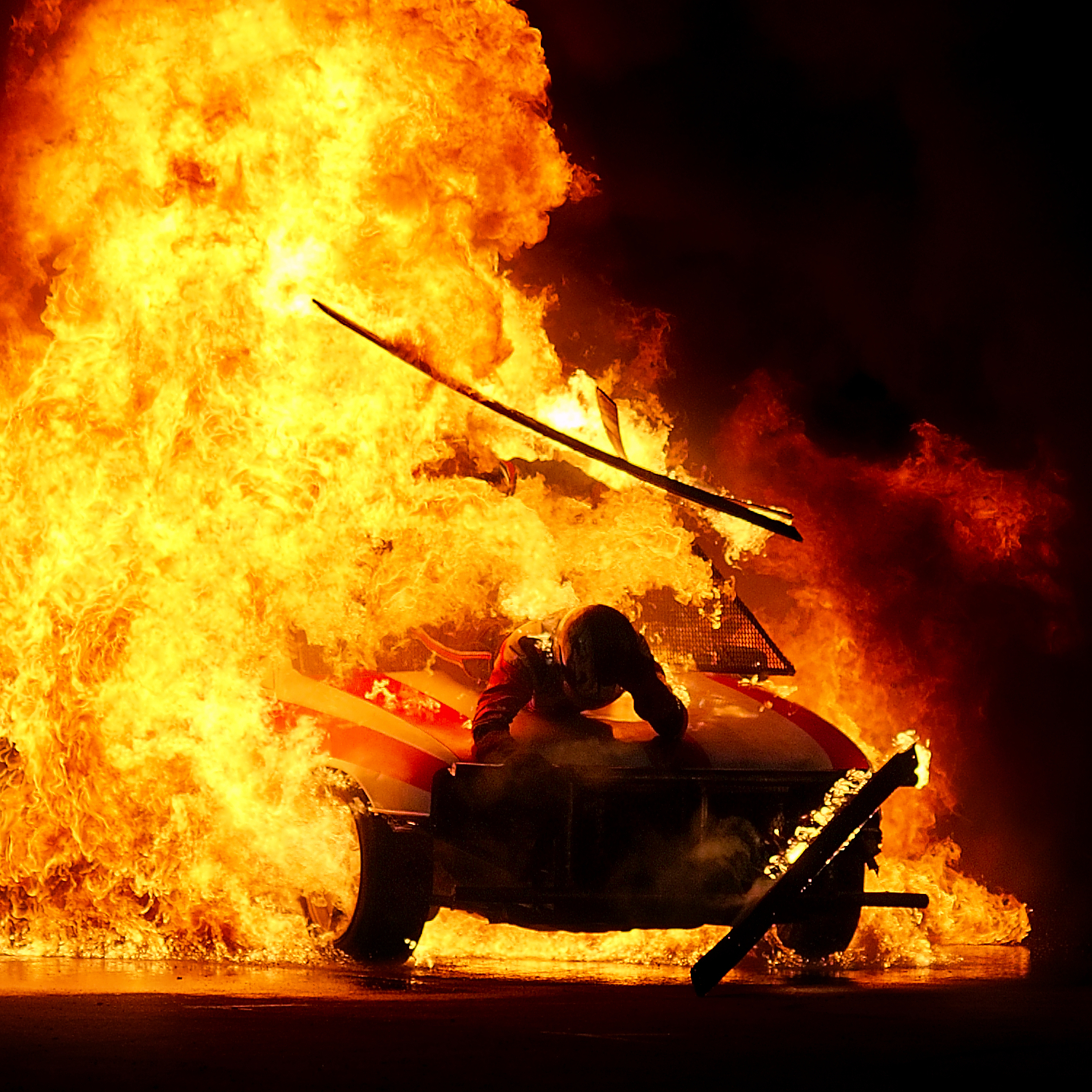

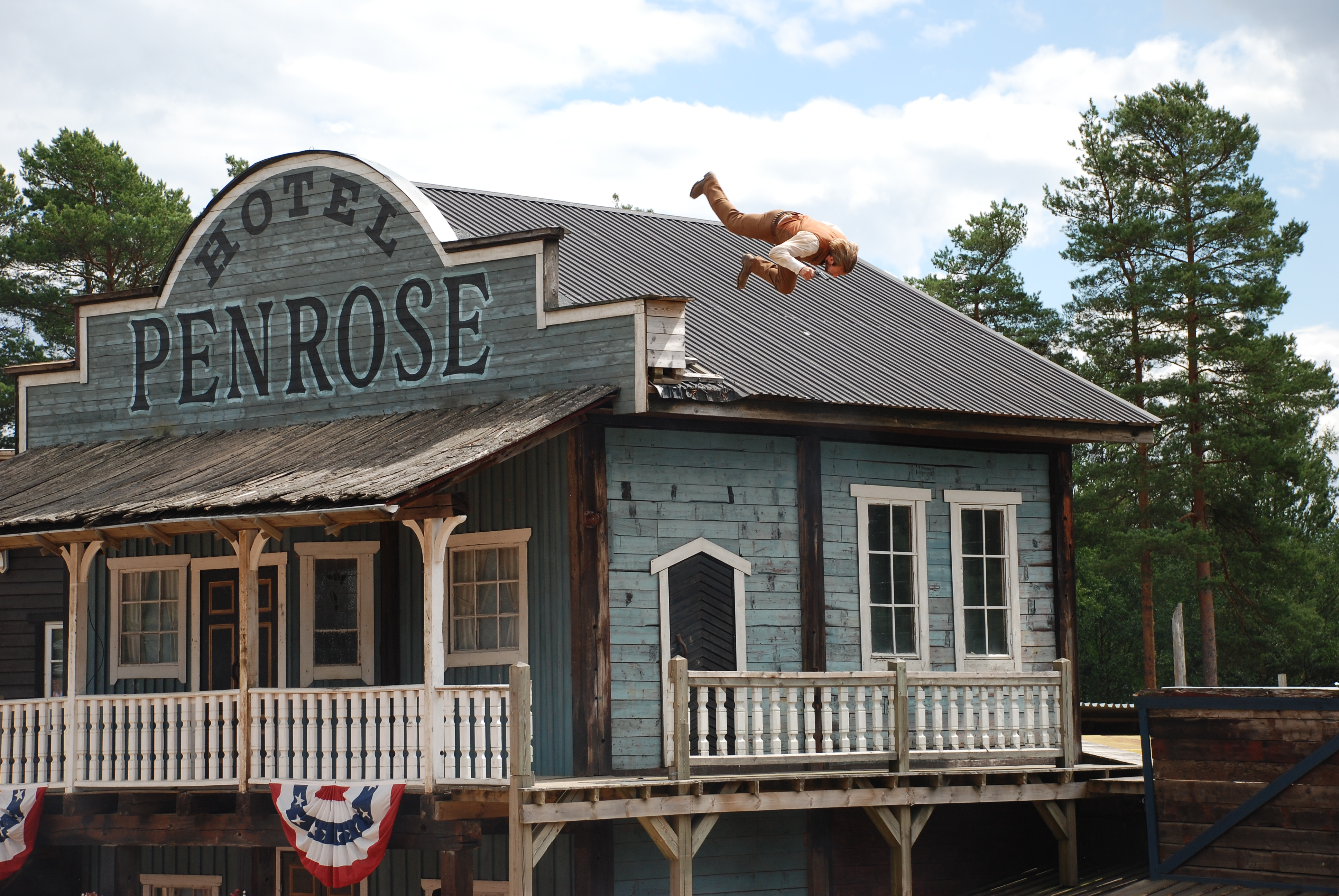
Stunt i nöjesparken High Chaparral

En stuntman är en person som under filminspelning ersätter skådespelare vid farliga moment. Detta kan gälla vid exempel biljakter, fall, hopp eller slagsmål.

## Historia
Några av de farligaste sekvenser som filmats, i exempelvis Keystone Cops eller Buster Keatons filmer, är filmade totalt utan stuntmän, ofta utan vare sig några säkerhetsanordningar eller särskilda risktillägg. Men när westernfilmen blev allt vanligare och de action-sekvenser som filmades blev allt farligare under 1940-talet utvecklades i Hollywood ett särskilt skrå för professionella risktagare, så kallade stuntmän (från ordet stunt, engelska för konststycke, trick). Från början var det vanliga cowboyer och idrottsmän, men snart specialiserade sig de som var uthålliga i branschen, som Yakima Canutt (ryttare) och senare Evel Knievel (MC).

## Arbetsbeskrivning
Stuntmännen (i USA heter det numera stunt performer) planerar varje del av stuntet noggrant i nära samarbete med olika typer av specialeffektsarbetare för att eliminera alla onödiga risker. Grundregeln är att det ska se farligare ut än vad det är, och helst inte vara farligt alls. Dock kan vissa typer av stunt, som de som involverar eld eller djur, aldrig bli helt förutsägbara. Mer komplicerade stunt, som biljakter med många fordon, räknas numera ut i dator och riktiga stunt klipps i efterhand ihop med CGI-bilder (datorgenererade bilder), som i Matrix.
Det finns många olika typer av stunt och få stuntmän är experter på samtliga områden, även om de är väldigt vältränade. Några av de typer som finns är:
- häststunt, skidstunt, fallskärmsstunt, bergsklättringsstunt med flera äventyrssportsstunt
- bilstunt, MC-stunt och övriga fordonsstunt
- eldstunt, explosionsstunt (dock ej själva riggningen av sprängmedlen)
- slagsmålsstunt
- höga fall från tak

### Höga fall

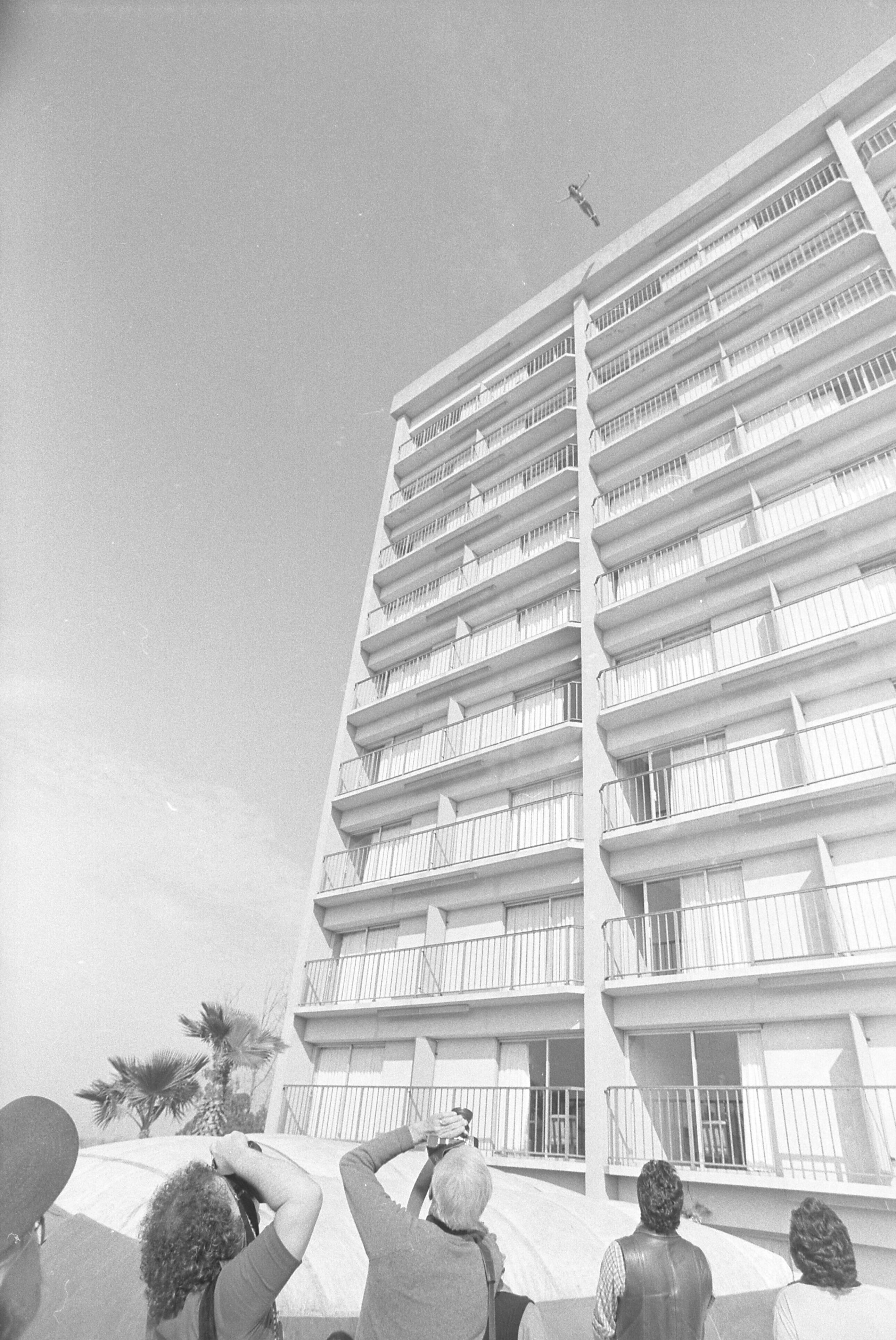
Kitty O'Neil hoppar från byggnad i Sherman Oaks 1979 under inspelning av TV-serien Wonder Woman.

Alla höga fall som utförs av stuntman är under hög risk utförda av proffs. Stuntmannen landar i en så kallad padd som brukar byggas upp av antingen skumgummi som grävs ner eller döljs bakom rekvisita eller nyare utrustning som luftkuddar. Luftkuddarna blåses upp med önskad mängd luft beräknad efter fallets höjd. Ju högre fall desto mindre luft för att förebygga studseffekt. Kartonger med presenning över är också en populär men opraktisk metod, då pappkartongerna endast kan användas ett visst antal gånger. Man staplar då kartongerna på och bredvid varandra till önskad stor padd, varefter man trampar och mjukar upp kanterna och lägger presenning över.

### Shootouts
De flesta shootouts som utförs av stuntmän, både på teater och film, utförs med antingen riktiga vapen laddade med lös ammunition (utan kula), det vill säga startammunition. Startpistoler finns även utformade som äkta vapen, vilket är mycket säkrare. Vanligaste kalibern är 9 mm och 6 mm.

## Hjälpmedel
Till sin hjälp har stuntmännen bland annat följande verktyg och trick:
- breakaway-saker, det vill säga saker som inte gör ont om man blir slagen med dem, och som går sönder lätt - balsaträstolar, krossbara flaskor, gummibatonger etcetera.
- dolda madrasser, knäskydd med nera
- dolda linor och vajrar som kan dra stuntmannen till önskad plats, eller låta honom falla säkert
- måttade slag som tack vare kameravinkeln och perspektivet ser ut att träffa sitt mål
- squibs, simulerade träffar från skjutvapen, anpassade för typ av träff

## Amatörstuntmän
Det krävs minst 20 års erfarenhet för att kalla sig färdigutbildad stuntinstruktör. I viss mening blir dock ingen stuntinstruktör färdigutbildad eftersom varje dag som går ger nya lärdomar. Vissa amatörstuntmän kan utföra vissa professionella stunt, då de specialiserar sig på vissa områden. Amatörstuntmän har oftast ett förflutet som kampsportare eller gymnaster inom till exempel kung fu eller elitgymnastik/akrobatik.
Många skådespelare påstår att de utför sina egna stunt, dels för att verka tuffa, dels för att öka autenticiteten, eftersom det ibland är lätt att se när en skådespelare är ersatt av en stuntman. De flesta filmbolag vägrar dock att låta sina skådespelare utföra farliga moment, eftersom det skulle försena inspelningen om en skådespelare blir skadad och därför bli mycket dyrt.

## Stuntmän i Sverige
Den förste professionella stuntmannen i Sverige var Lars Lundgren, 1967, som senare emigrerade till USA och som sedan startade Svensk-Amerikanska Stuntskolan ihop med den erfarne stuntmannen Dan Lindhe.
I Sverige finns det väldigt få kända stuntmän. Den mest kända stuntmannen i Sverige är Johan Thorén som startade Svenska Stuntgruppen 1974. Sveriges numera mest erfarna stuntmän är Kimmo Rajala, Seth Ericson och Peter Lundberg.
Det finns ett fåtal yrkesutbildningar i Sverige bland andra Svensk-Amerikanska Stuntskolan samt Svenska Stuntgruppens utbildning.